# تيرينس بي فينيغان
تيرينس بي فينيغان (بالإنجليزية: Terence P. Finnegan)‏ هو ضابط أمريكي، ولد في 21 مارس 1904 في نورويتش في الولايات المتحدة، وتوفي في 17 يناير 1990 في ديب ريفر في الولايات المتحدة.